# Open 13
Open 13, oficiálně Open 13 Provence, je tenisový turnaj mužů hraný v jihofrancouzském městě Marseille. Na profesionálním okruhu ATP Tour se řadí do kategorie ATP Tour 250. Založen byl v roce 1993. Probíhá během února v městském Paláci sportů na krytých dvorcích s tvrdým povrchem Slamcourt.
Číslo „13“ v názvu turnaje vyjadřuje kód INSEE přidělený départementu Bouches-du-Rhône, jehož je Marseille hlavním městem. Založení inicioval francouzský tenista a marseillský rodák Jean-François Caujolle, který se stal ředitelem turnaje. Open 13 2021 byl kvůli pandemii covidu-19 přeložen z února na březen, namísto zrušeného Indian Wells Masters.
Nejvyšší počet tří singlových titulů vyhráli Švýcar Marc Rosset (1993, 1994, 2000), Švéd Thomas Enqvist (1997, 1998, 2002) a Francouz Jo-Wilfried Tsonga (2009, 2013, 20017). Do dvouhry nastupuje dvacet osm singlistů a čtyřhry se účastní šestnáct párů.

## Přehled finále

### Dvouhra
| Rok  | vítěz                  | finalista             | výsledek            |
| ---- | ---------------------- | --------------------- | ------------------- |
| 1993 | Marc Rosset            | Jan Siemerink         | 6–2, 7–6(7–1)       |
| 1994 | Marc Rosset (2)        | Arnaud Boetsch        | 7–6(8–6), 7–6(7–4)  |
| 1995 | Boris Becker           | Daniel Vacek          | 6–7(2–7), 6–4, 7–5  |
| 1996 | Guy Forget             | Cédric Pioline        | 7–5, 6–4            |
| 1997 | Thomas Enqvist         | Marcelo Ríos          | 6–4, 1–0skreč       |
| 1998 | Thomas Enqvist (2)     | Jevgenij Kafelnikov   | 6–4, 6–1            |
| 1999 | Fabrice Santoro        | Arnaud Clément        | 6–3, 4–6, 6–4       |
| 2000 | Marc Rosset (3)        | Roger Federer         | 2–6, 6–3, 7–6(7–5)  |
| 2001 | Jevgenij Kafelnikov    | Sébastien Grosjean    | 7–6(7–5), 6–2       |
| 2002 | Thomas Enqvist (3)     | Nicolas Escudé        | 6–7(4–7), 6–3, 6–1  |
| 2003 | Roger Federer          | Jonas Björkman        | 6–2, 7–6(8–6)       |
| 2004 | Dominik Hrbatý         | Robin Söderling       | 4–6, 6–4, 6–4       |
| 2005 | Joachim Johansson      | Ivan Ljubičić         | 7–5, 6–4            |
| 2006 | Arnaud Clément         | Mario Ančić           | 6–4, 6–2            |
| 2007 | Gilles Simon           | Marcos Baghdatis      | 6–4, 7–6(7–3)       |
| 2008 | Andy Murray            | Mario Ančić           | 6–3, 6–4            |
| 2009 | Jo-Wilfried Tsonga     | Michaël Llodra        | 7–5, 7–6(7–3)       |
| 2010 | Michaël Llodra         | Julien Benneteau      | 6–3, 6–4            |
| 2011 | Robin Söderling        | Marin Čilić           | 6–7(8–10), 6–3, 6–3 |
| 2012 | Juan Martín del Potro  | Michaël Llodra        | 6–4, 6–4            |
| 2013 | Jo-Wilfried Tsonga (2) | Tomáš Berdych         | 3–6, 7–6(8–6), 6–4  |
| 2014 | Ernests Gulbis         | Jo-Wilfried Tsonga    | 7–6(7–5), 6–4       |
| 2015 | Gilles Simon (2)       | Gaël Monfils          | 6–4, 1–6, 7–6(7–4)  |
| 2016 | Nick Kyrgios           | Marin Čilić           | 6–2, 7–6(7–3)       |
| 2017 | Jo-Wilfried Tsonga (3) | Lucas Pouille         | 6–4, 6–4            |
| 2018 | Karen Chačanov         | Lucas Pouille         | 7–5, 3–6, 7–5       |
| 2019 | Stefanos Tsitsipas     | Michail Kukuškin      | 7–5, 7–6(7–5)       |
| 2020 | Stefanos Tsitsipas (2) | Félix Auger-Aliassime | 6–3, 6–4            |
| 2021 | Daniil Medveděv        | Pierre-Hugues Herbert | 6–4, 6–7(4–7), 6–4  |
| 2022 | Andrej Rubljov         | Félix Auger-Aliassime | 7–5, 7–6(7–4)       |
| 2023 | Hubert Hurkacz         | Benjamin Bonzi        | 6–3, 7–6(7–4)       |
| 2024 | Ugo Humbert            | Grigor Dimitrov       | 6–4, 6–3            |
| 2025 | Ugo Humbert (2)        | Hamad Medjedović      | 7–6(7–4), 6–4       |

### Čtyřhra
| Rok  | vítězové                                        | finalisté                               | výsledek               |
| ---- | ----------------------------------------------- | --------------------------------------- | ---------------------- |
| 1993 | Arnaud Boetsch Olivier Delaître                 | Ivan Lendl Christo van Rensburg         | 6–3, 7–6               |
| 1994 | Jan Siemerink Daniel Vacek                      | Martin Damm Jevgenij Kafelnikov         | 6–7, 6–4, 6–1          |
| 1995 | David Adams Andrej Olchovskij                   | Jean-Philippe Fleurian Rodolphe Gilbert | 6–1, 6–4               |
| 1996 | Jean-Philippe Fleurian Guillaume Raoux          | Marius Barnard Peter Nyborg             | 6–3 6–2                |
| 1997 | Thomas Enqvist Magnus Larsson                   | Olivier Delaître Fabrice Santoro        | 6–3, 6–4               |
| 1998 | Donald Johnson Francisco Montana                | Mark Keil T. J. Middleton               | 6–4, 3–6, 6–3          |
| 1999 | Max Mirnyj Andrej Olchovskij                    | David Adams Pavel Vízner                | 7–5, 7–6(9–7)          |
| 2000 | Simon Aspelin Johan Landsberg                   | Juan Ignacio Carrasco Jairo Velasco     | 7–6(7–2), 6–4          |
| 2001 | Julien Boutter Fabrice Santoro                  | Michael Hill Jeff Tarango               | 7–6(9–7), 7–5          |
| 2002 | Arnaud Clément Nicolas Escudé                   | Julien Boutter Max Mirnyj               | 6–4, 6–3               |
| 2003 | Sébastien Grosjean Fabrice Santoro (2)          | Tomáš Cibulec Pavel Vízner              | 6–1, 6–4               |
| 2004 | Mark Knowles Daniel Nestor                      | Martin Damm Cyril Suk                   | 7–5, 6–3               |
| 2005 | Martin Damm Radek Štěpánek                      | Mark Knowles Daniel Nestor              | 7–6(7–4), 7–6(7–5)     |
| 2006 | Martin Damm (2) Radek Štěpánek (2)              | Mark Knowles Daniel Nestor              | 6–2, 6–7(4–7), [10–3]  |
| 2007 | Arnaud Clément (2) Michaël Llodra               | Mark Knowles Daniel Nestor              | 7–5, 4–6, [10–8]       |
| 2008 | Martin Damm (3) Pavel Vízner                    | Yves Allegro Jeff Coetzee               | 7–6(7–0), 7–5          |
| 2009 | Arnaud Clément (3) Michaël Llodra (2)           | Julian Knowle Andy Ram                  | 3–6, 6–3, [10–8]       |
| 2010 | Julien Benneteau Michaël Llodra (3)             | Julian Knowle Robert Lindstedt          | 6–4, 6–3               |
| 2011 | Robin Haase Ken Skupski                         | Julien Benneteau Jo-Wilfried Tsonga     | 6–4, 6–7(4–7), [13–11] |
| 2012 | Nicolas Mahut Édouard Roger-Vasselin            | Dustin Brown Jo-Wilfried Tsonga         | 3–6, 6–4, [10–6]       |
| 2013 | Rohan Bopanna Colin Fleming                     | Ajsám Kúreší Jean-Julien Rojer          | 6–4, 7–6(7–3)          |
| 2014 | Julien Benneteau (2) Édouard Roger-Vasselin (2) | Paul Hanley Jonathan Marray             | 4–6, 7–6(8–6), [13–11] |
| 2015 | Marin Draganja Henri Kontinen                   | Colin Fleming Jonathan Marray           | 6–4, 3–6, [10–8]       |
| 2016 | Mate Pavić Michael Venus                        | Jonatan Erlich Colin Fleming            | 6–2, 6–3               |
| 2017 | Julien Benneteau (3) Nicolas Mahut (2)          | Robin Haase Dominic Inglot              | 6–4, 6–7(9–11), [10–5] |
| 2018 | Raven Klaasen Michael Venus (2)                 | Marcus Daniell Dominic Inglot           | 6–7(2–7), 6–3, [10–4]  |
| 2019 | Jérémy Chardy Fabrice Martin                    | Ben McLachlan Matwé Middelkoop          | 6–3, 6–7(4–7), [10–3]  |
| 2020 | Nicolas Mahut (3) Vasek Pospisil                | Wesley Koolhof Nikola Mektić            | 6–3, 6–4               |
| 2021 | Lloyd Glasspool Harri Heliövaara                | Sander Arends David Pel                 | 7–5, 7–6(7–4)          |
| 2022 | Denys Molčanov Andrej Rubljov                   | Raven Klaasen Ben McLachlan             | 4–6, 7–5, [10–7]       |
| 2023 | Santiago González Édouard Roger-Vasselin        | Nicolas Mahut Fabrice Martin            | 4–6, 7–6(7–4), [10–7]  |
| 2024 | Tomáš Macháč Čang Č’-čen                        | Patrik Niklas-Salminen Emil Ruusuvuori  | 6–3, 6–4               |
| 2025 | Benjamin Bonzi Pierre-Hugues Herbert            | Sander Gillé Jan Zieliński              | 6–3, 6–4               |

## Rekordy
| Dvouhra                  | Dvouhra | Dvouhra                                                                  |
| Rekord                   | Rekord  | držitelé rekordu                                                         |
| ------------------------ | ------- | ------------------------------------------------------------------------ |
| Nejvíce titulů           | 3       | Marc Rosset Thomas Enqvist Jo-Wilfried Tsonga                            |
| Nejvíce vyhraných zápasů | 26      | Gilles Simon                                                             |
| Nejmladší vítěz          | 20 let  | Stefanos Tsitsipas (2019)                                                |
| Nejstarší vítěz          | 31 let  | Jo-Wilfried Tsonga (2017)                                                |
| Nejvýše postavený vítěz  | 3. ATP  | Boris Becker (1995) Daniil Medveděv (2021)                               |
| Nejníže postavený vítěz  | 79. ATP | Michaël Llodra (2010)                                                    |
| Čtyřhra                  |         |                                                                          |
| Nejvíce titulů           | 3       | Martin Damm Arnaud Clément Michaël Llodra Julien Benneteau Nicolas Mahut |